# Javornice
Javornice (en allemand : Jawornitz) est une commune du district de Rychnov nad Kněžnou, dans la région de Hradec Králové, en République tchèque. Sa population s'élevait à 1 101 habitants en 2022.

## Géographie
Javornice se trouve à 6 km à l'est-nord-est de Rychnov nad Kněžnou, à 38 km à l'est de Hradec Králové et à 137 km à l'est-nord-est de Prague.
La commune est limitée par Liberk au nord et au nord-est, par Pěčín à l'est, par Slatina nad Zdobnicí et Jahodov au sud, et par Rychnov nad Kněžnou à l'ouest.

## Histoire
La première mention écrite de la localité date de 1358.

## Administration
La commune se compose de trois sections :
- Javornice
- Jaroslav
- Přím

## Transports
Par la route, Javornice se trouve à 6,5 km de Rychnov nad Kněžnou, à 45 km de Hradec Králové et à 162 km de Prague.